# إل أو في إي
«إل.أو.في.إي» (بالإنجليزية: L.O.V.E.) أغنية من كاتبة وغناء المغنية العالمية آشلي سمبسون